# Eudrapa labandodes
Eudrapa labandodes är en fjärilsart som beskrevs av George Francis Hampson 1926. Eudrapa labandodes ingår i släktet Eudrapa och familjen nattflyn. Inga underarter finns listade i Catalogue of Life.